# Corona della regina Alessandra

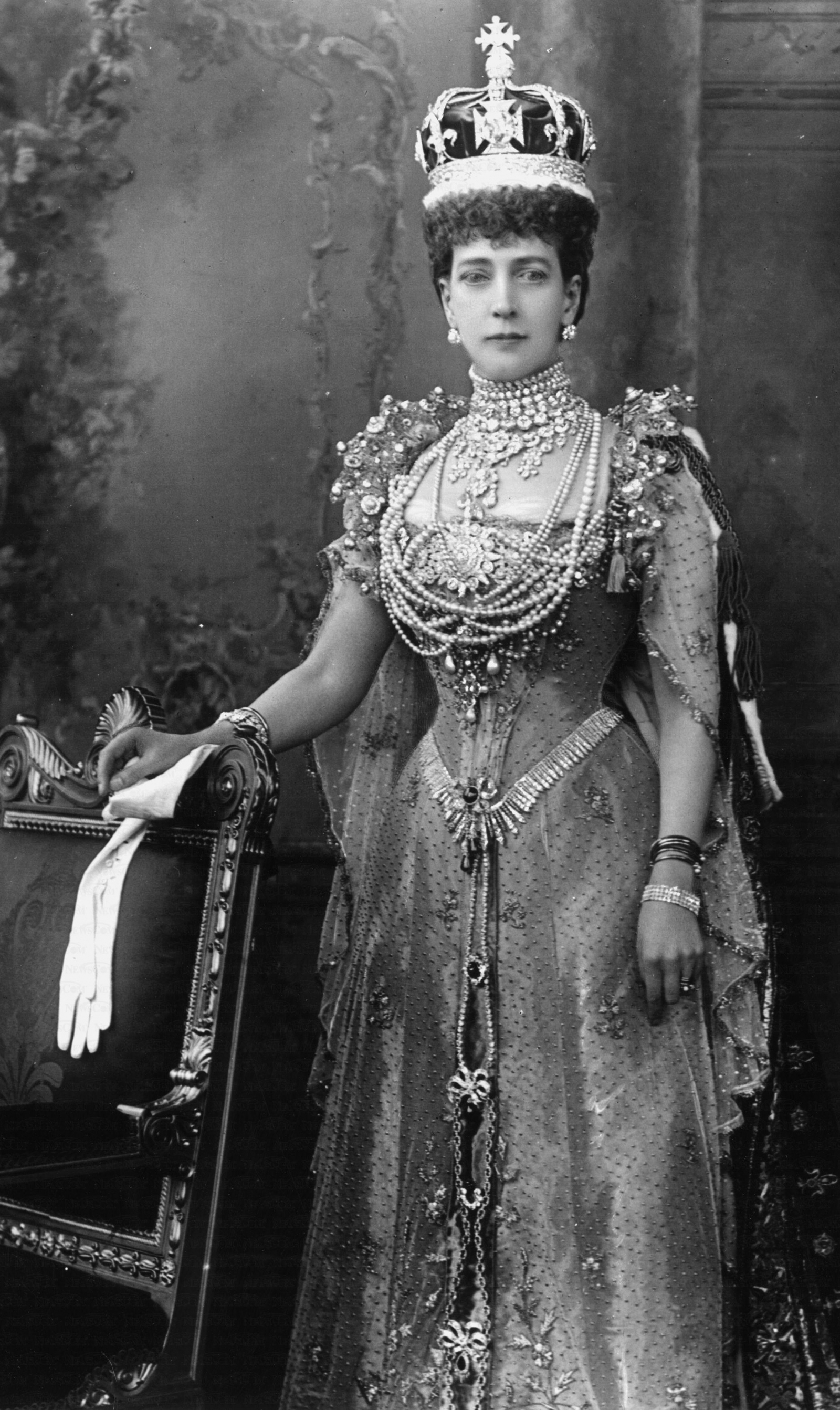
La regina Alessandra con la corona.

La corona della regina Alessandra è una corona realizzata nel 1902 per Alessandra di Danimarca, regina consorte del re Edoardo VII del Regno Unito.

## Origine
Tradizionalmente, le regine consorti venivano incoronate con la seicentesca corona di Maria di Modena. Tuttavia, nel 1831, Adelaide di Sassonia-Meiningen, moglie di re Guglielmo IV del Regno Unito, venne incoronata con una nuova corona, detta della Adelaide in suo onore, poiché la corona di Modena era stata giudicata di qualità scadente e troppo vecchia.
Nel 1902, per l'incoronazione di Alessandra di Danimarca, si decise di non utilizzare né l'antica corona di Maria né quella di Adelaide, ma di realizzarne una nuova.

## Descrizione

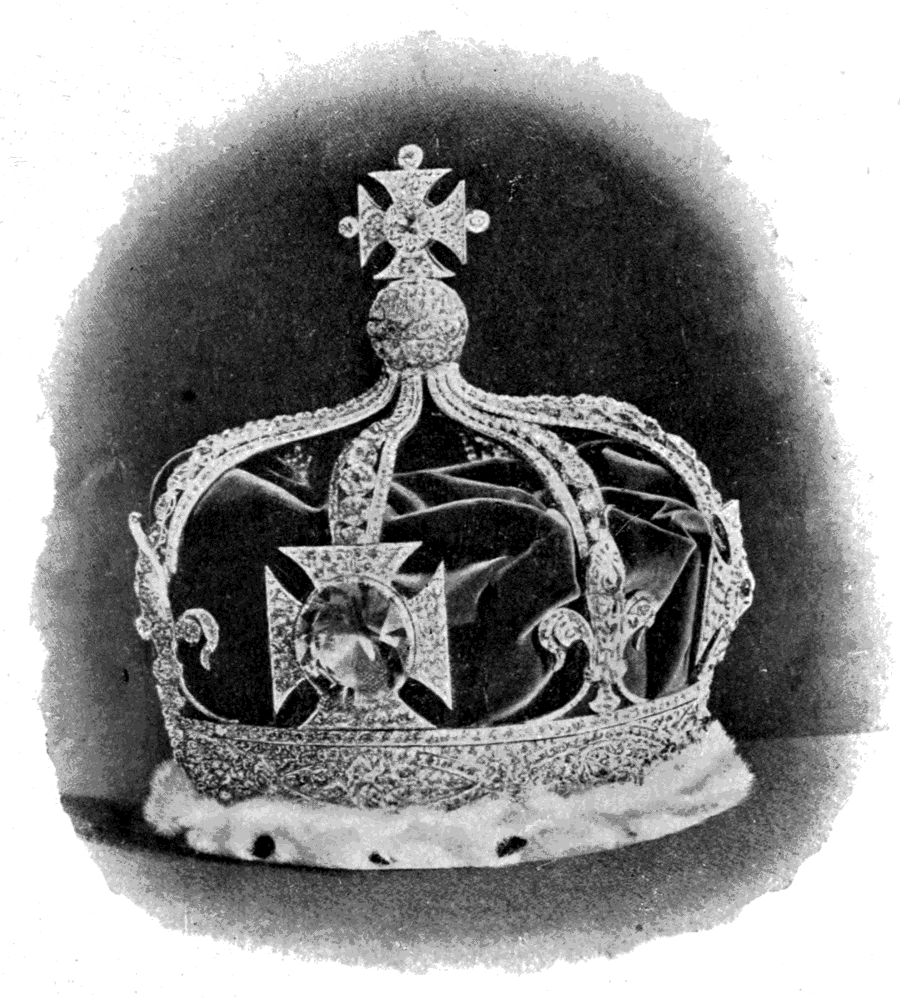
Immagine ravvicinata della corona della regina Alessandra.

La corona della regina Alessandra è composta da un circolo dal quale partono otto archetti che si uniscono, alla sommità, sotto un globo sormontato dalla croce. Come le successive corone della regina Maria e della regina Elisabetta, gli archetti sono staccabili, in modo da poter indossare anche solamente il circolo.
Lo stile della corona di ispirava a quello delle precedenti corone britanniche, ma meno rialzata e con più archetti, come era più frequente presso le corone continentali.
Al centro della croce frontale era posto l'allora più grande diamante conosciuto al mondo, il Koh-i-Noor, poi smontato assieme alle altre pietre più importanti, per essere posto nelle corone delle regine consorti successive.

## Uso
La corona della regina Alessandra non è stata indossata dalle regine successive in quanto, per loro, vennero realizzate altre nuove corone. Attualmente, è esposta presso la Torre di Londra.